# Theniet El Had
Theniet El Had è un comune dell'Algeria, situato nella provincia di Tissemsilt.